# Наглый ангел
«Наглый ангел» — второй по счёту студийный альбом российского певца Мити Фомина.

## Об альбоме
Впервые пластинка появилась в продаже в цифровом формате в интернет-магазине iTunes 6 мая 2013 года. Предзаказать альбом можно было за несколько дней раньше, 30 апреля. В июне того же года альбом был выпущен на компакт-дисках.
В альбом вошло 14 треков, среди которых известные композиции «Огни большого города (Paninaro)», «Хорошая песня», «Восточный экспресс», зимный хит «Перезимуем» и дуэт с Кристиной Орсой «Не манекен». Также вошли два ремикса на песни «Восточный экспресс» и «Наглый ангел».
На пресс-конференции альбома, которая прошла 19 июня 2013 года, было представлено подарочное издание альбома, включающее в себя, помимо основного CD с композициями, DVD-диск со всеми видеоклипами певца, которые он выпустил до релиза пластинки за 4,5 года своей сольной карьеры, режиссёром большинства из которых стал он сам.
Специально до выпуска альбома Митя снялся в фотосессии, фотографом которой выступил Виталий Ширяев. Фото из фотосессии вошли в буклет альбома, который состоит из 12-и страниц.

## Реакция критики
На проекте «МирМэджи» пластинку оценили тем, что «в альбоме не хватает фундаментальности, вокал Фомина звучит везде абсолютно одинаково, что говорит о неумении проигрывать песню актёрски, не хватает глубины в экспериментальной линии».

## Список композиций[5]
| №   | Название                                                                    | Автор(ы)                                                                     | Длительность |
| --- | --------------------------------------------------------------------------- | ---------------------------------------------------------------------------- | ------------ |
| 1.  | «Шоу будет продолжаться»                                                    | Вячеслав Лунгу, Антон Шаплин                                                 | 3:40         |
| 2.  | «Огни большого города (Paninaro)»                                           | Нил Теннант, Крис Лоу, Алексей Романов, Александр Сахаров, Александр Ковалёв | 3:29         |
| 3.  | «Хорошая песня»                                                             | Алексей Романов, Александр Сахаров                                           | 3:03         |
| 4.  | «Наглый ангел»                                                              | Алексей Романов, Митя Фомин                                                  | 3:52         |
| 5.  | «Перезимуем»                                                                | Митя Фомин, Алексей Романов, Александр Сахаров                               | 3:23         |
| 6.  | «Восточный экспресс»                                                        | Леонид Руденко, Митя Фомин, Алексей Романов, Александр Сахаров               | 4:03         |
| 7.  | «Дождь»                                                                     | Евгений Алягер                                                               | 4:13         |
| 8.  | «Cosmopolitan (Космополитэн)»                                               | Алексей Романов, Александр Сахаров                                           | 3:17         |
| 9.  | «Не манекен» (feat. Кристина Орса)                                          | Сергей Ревтов                                                                | 3:18         |
| 10. | «Время просыпаться»                                                         | Андрей Сахаров                                                               | 3:18         |
| 11. | «На перекрёстках»                                                           | Олег Влади                                                                   | 2:13         |
| 12. | «Beautiful rose»                                                            | Алексей Романов, Александр Сахаров                                           | 3:14         |
| 13. | «Восточный экспресс» (DJ Max Myers & Rifatello radio remix english version) | Леонид Руденко, Алексей Романов, Александр Сахаров                           | 3:30         |
| 14. | «Наглый ангел» (DJ Max Myers, DJ Arseniy & Rifatello club mix)              | Алексей Романов, Митя Фомин                                                  | 7:04         |

| №   | Название                                      | Длительность |
| --- | --------------------------------------------- | ------------ |
| 15. | «Две земли» (Видеоклип)                       | 4:01         |
| 16. | «Всё будет хорошо» (Видеоклип)                | 4:04         |
| 17. | «Перезимуем» (Видеоклип)                      | 3:49         |
| 18. | «Огни большого города (Paninaro)» (Видеоклип) | 5:43         |
| 19. | «Садовник» (Видеоклип)                        | 4:24         |
| 20. | «Не манекен» (Видеоклип)                      | 3:28         |
| 21. | «Хорошая песня» (Видеоклип)                   | 5:25         |
| 22. | «Восточный экспресс» (Видеоклип)              | 4:01         |